# 阿布·阿伊曼·伊拉吉

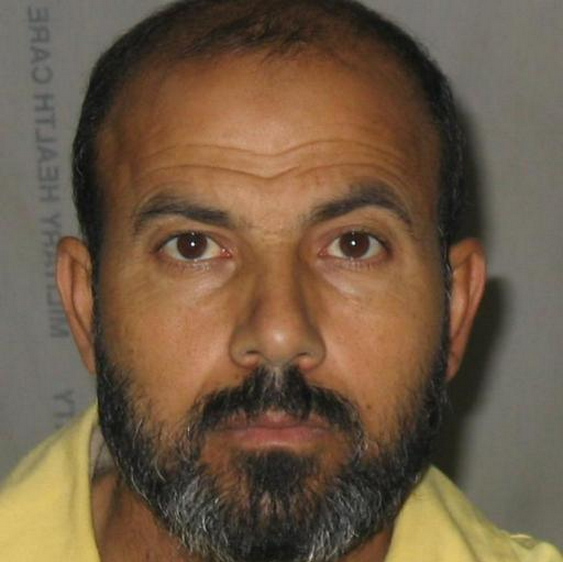
阿布·阿伊曼·伊拉吉

阿布·阿伊曼·伊拉吉（阿拉伯语：‎，1965年—2014年11月7日），是极端伊斯兰恐怖主义组织“伊斯兰国”的一名领袖。「阿布·阿伊曼·伊拉吉」是他的其中一個化名。
出生在安巴尔省的杜莱姆部族，这个部族是该省最大的部族。在萨达姆政权时期，曾加入伊拉克空军，成为上校。
伊拉吉自2007年起被美军关押在布卡营长达三年。2010年获释后，他前往叙利亚，加入叙利亚内战。作为“伊斯兰国”的高级军官，他率部攻占了伊德利卜、阿勒颇以及拉塔基亚省的山区，在2012年被封为“拉塔基亚埃米尔”。2014年1月，改封“安巴尔埃米尔”。
2014年6月，阿布·阿卜杜拉曼·比拉维阵亡后，伊拉吉接替他成为“伊斯兰国”的“军事委员会主席”。同年11月，“伊斯兰国”高官在摩苏尔举办会议时，遭到美军空袭，伊拉吉被炸死。據報他的遺缺由阿布·阿里·安巴里繼任。